# 韓国の喫煙

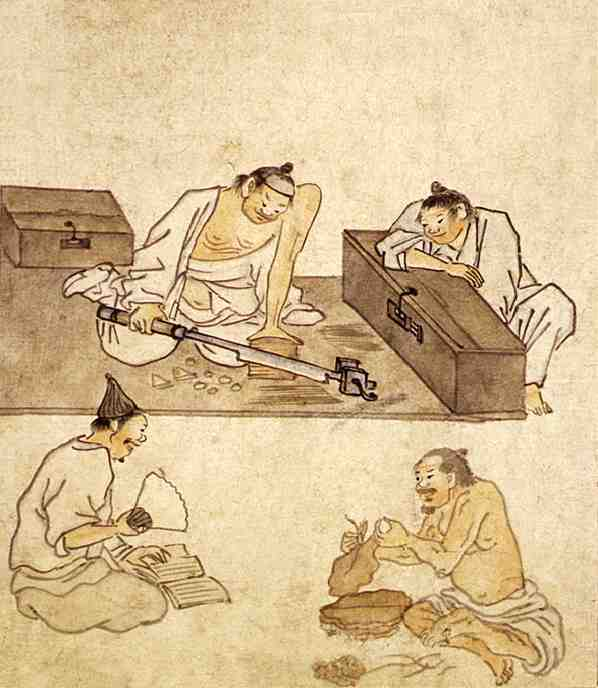
金弘道が描いた、李氏朝鮮時代のタバコ職人。葉タバコの葉脈を除き、押切機で刻む

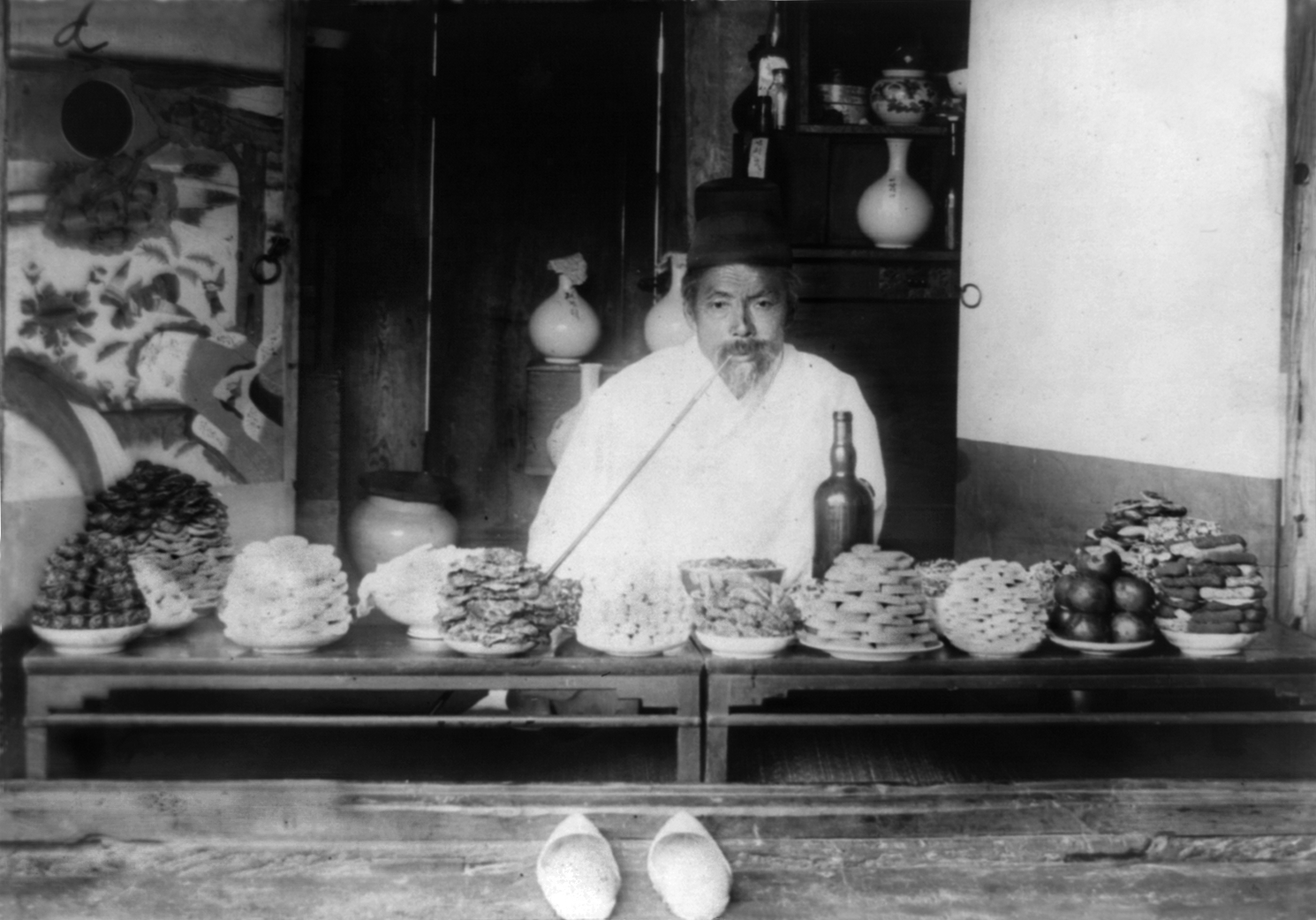
漢城府（京城府）の食品店で煙管を咥える男性。（1890年 - 1923年）

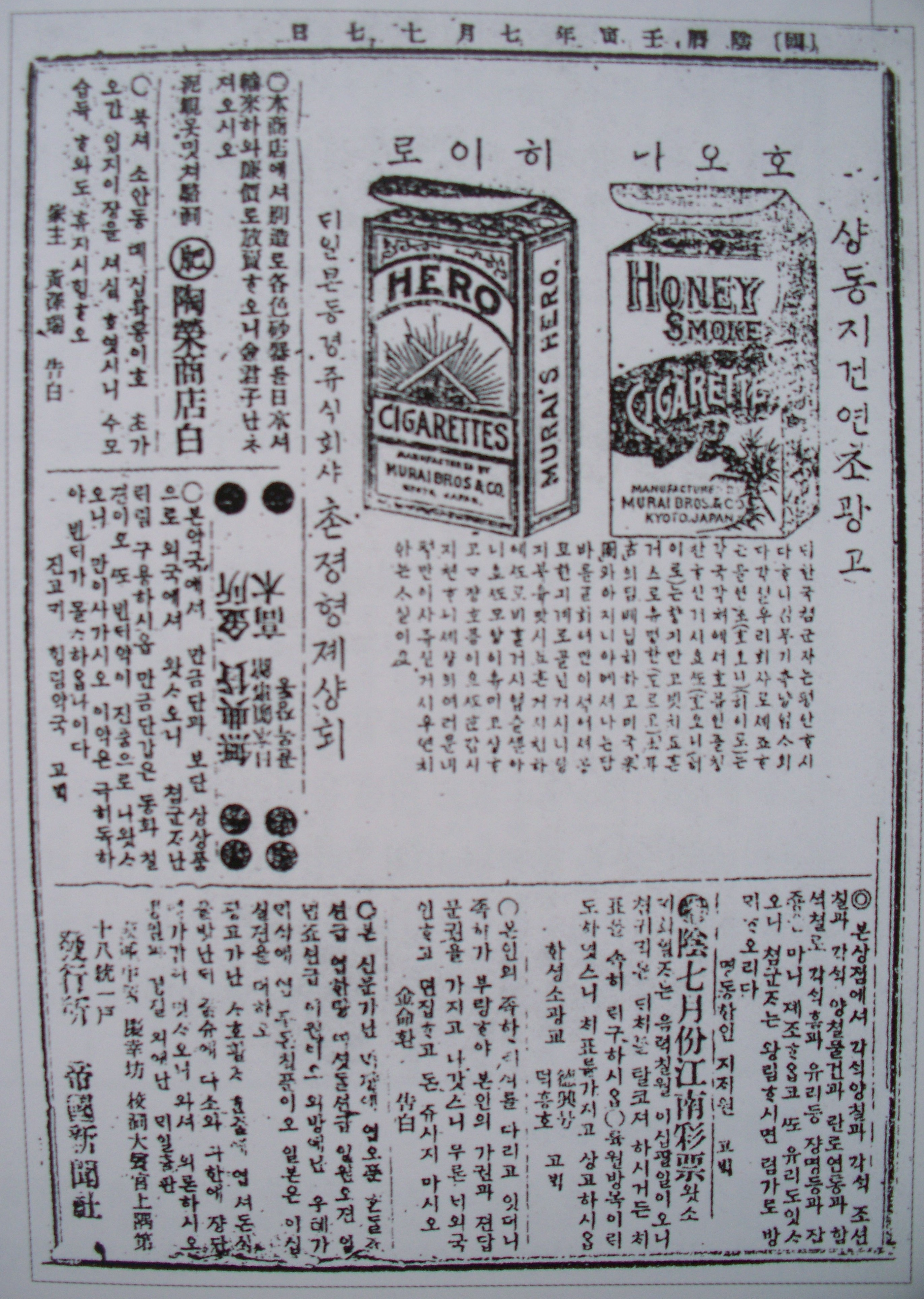
大韓帝国の帝国新聞掲載のたばこ広告。大日本帝国村井兄弟商会の紙巻タバコ「HERO」と「HONEY SMOKE」。（1902年）

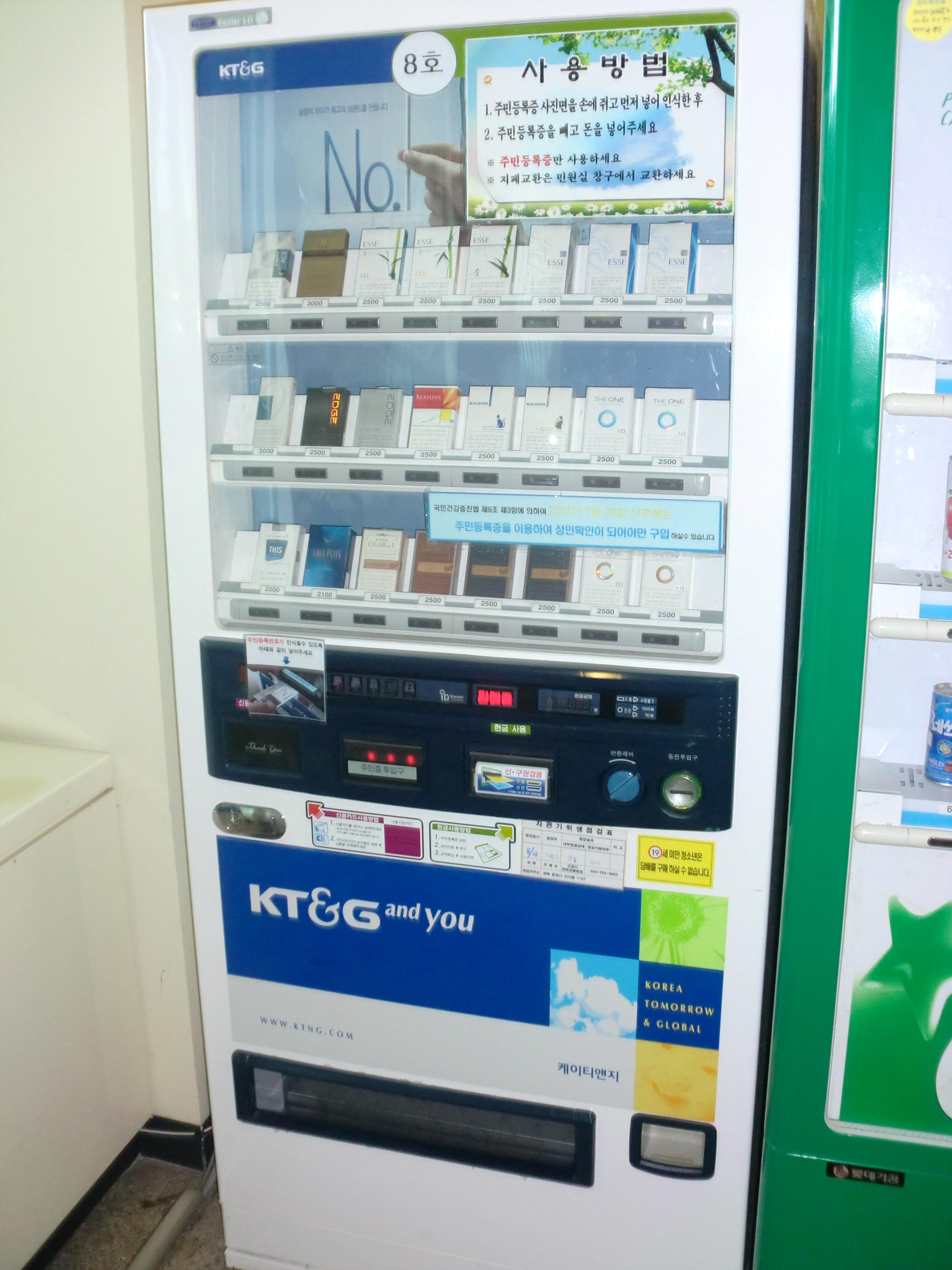
慶尚北道聞慶市にある識別機能付きの紙巻タバコ自販機。（2010年）

韓国の喫煙（かんこくのきつえん）では、韓国における喫煙の諸相について記述する。喫煙は韓国において主要な死因であり、喫煙に関係のある病気で毎年40,000人以上が死亡している。喫煙が一般的な場所は、レストランとバー、ナイトクラブ、カラオケボックス（ノレバン）、オフィス、インターネットカフェである。ストレスは喫煙をする理由として度々使われる。

## 専売制から民営化へ
韓国のタバコは高麗人参（朝鮮人参）とともに長らく専売制が敷かれ、紅参（紅蔘）の専売は最初、1899年大韓帝国宮内部内蔵院参政課（蔘政課）から始まった。日本統治時代は朝鮮総督府専売局、総督府地方専売局がタバコおよび人参等の専売をしていた。第二次世界大戦後、1948年に大韓民国財務部専売局、1952年に大韓民国専売庁、その後韓国専売公社を経て、1989年に韓国煙草人参公社（韓国煙草人蔘公社）が設立された。1996年に紅参専売制度は廃止、1999年に韓国人参公社が設立され、2002年に韓国人参公社民営化が完了。同2002年、韓国煙草人参公社は2001年7月のタバコ製造独占権廃止を経てタバコ製造会社KT&Gとして民営化を果たした。タバコ製造独占権廃止直後にはタバコ専門ベンチャーのクガン物産が中国製OEMでタバコ「if」を発売、2006年には民間企業のウリタバコ（우리담배）が設立された。
2009年から2010年の段階で、韓国のタバコは国家の競争力に比べ安価に設定されている。 2015年現在の標準的なたばこ価格は4500ウォンである。
日本たばこ産業（JT）によると、有力な説として日本または中国経由で韓国にタバコがもたらされた。KBSワールドラジオによると、1618年に日本から薬草として伝来したという。

## 喫煙率
2000年に行われた調査では、男性回答者の70-80%が喫煙者であると主張した。2007年の間、その後のある調査結果において、その間に男性の喫煙率が50%に下落したが、それが未だOECD加盟国の中では最高率に位置することが判明した。同時期、女性の喫煙率は2%から4%に上昇した。同様に、少年を中心とした若者の喫煙率は近年増加している。

## 韓国軍の喫煙
ザ・ストレーツ・タイムズのレポートが示唆しているのは、多くの男性が彼らの2年間の韓国軍軍役義務の間に喫煙を開始するので、軍隊における持続的な高喫煙率が男性の喫煙の高い発生率に寄与し、反喫煙政策の効果を無効化しているということである。
しかしながら、2009年ごろの社会的禁煙運動の広がりのなかで国防部は喫煙率を10%削減し40%に低下させる計画を立て、新人に禁煙を誓約させ肺活量の定期検査を行う空軍飛行団や、褒賞品による禁煙奨励の陸軍部隊もある。

## テレビ・映画における喫煙
韓国のテレビ業界では、2002年ごろから喫煙シーンの自主規制を始め、2011年現在、芸能人の喫煙はテレビで見られない。テレビドラマでタバコが写ることはなく、過去の映画作品等のタバコのシーンは「ぼかし」をかける。例えば2009年のドラマ『チング 〜愛と友情の絆〜』はタバコにモザイク処理を施した。キム・ジェウォンは軍に入隊後、軍の禁煙キャンペーンの広告モデルになり、本人も禁煙した。
韓国のテレビ番組や映画の主要輸出先である日本においても現代では社会全体で禁煙志向の流れにあり、日本の芸能界もまた喫煙者に対するイメージが悪い。

## 喫煙と健康
延世大学校公衆衛生大学院は120万人の患者について13年間の医学的研究の終え、男性喫煙者のおよそ73%と女性喫煙者のおよそ18%が肺がんに罹ったことを発見した。2011年の報告書（Euromonitor International: Tobacco in South Korea）によるとタバコの健康上の影響に関する意識の上昇がある。

## 経済的影響
韓国の経済は喫煙に関係のある病気を原因とした医療費と喪失した労働時間に関して年間10兆ウォン以上の損失を被っている。

## 喫煙と法

### 反喫煙法
2006年以来、喫煙は政府施設内と1,000 m²以上の床面積を有するオフィスビル内で禁止されている。その法はごく小規模の施設またはビルの周辺外部における喫煙においてさえ適応する。
ソウル特別市は歩行者の路上喫煙に関する禁止を制定し、2010年8月に発効した。韓国の保健福祉部は2011年に様々な公共施設での喫煙を禁止した。
2012年に保健福祉部は大韓民国国民健康増進法（대한민국 국민건강증진법）施行規則について2015年から国内の全飲食店が禁煙になる改正案を策定した。

### 違憲訴訟
2012年1月11日、タバコの有害性に関する違憲訴訟が起きた。憲法裁判所に申立書を提出した原告は朴在甲（パク・ジェガプ）前国立中央医療院長、闘病中の肺がん患者、受動喫煙（間接喫煙）を懸念する妊婦、青少年などの9人。訴えによると、国家はタバコの有害性を認定しているにもかかわらず、タバコの製造、輸入、販売を国家が認可している「たばこ事業法」（대한민국 담배사업법）は大韓民国憲法上の保健権を侵害し、違憲であるというもの。原告の話ではタバコの有害性に関する違憲訴訟は世界で初めて。

## 韓国の喫煙作法
地域的な喫煙の礼儀作法は儒教の影響を受けている。例えば、喫煙者は通常、社会的に上位の人間の面前では喫煙を慎むか、点火する前に許可を求める。社会的な上位者と考えられるのは、上司、大学教授、教師、父親、祖父などである。